# 6214 Mikhailgrinev
6214 Mikhailgrinev (1971 SN2) là một tiểu hành tinh vành đai chính được phát hiện ngày 16 tháng 9 năm 1971 bởi T. M. Smirnova ở Đài vật lý thiên văn Crimean.